# هيو إي. رايت
هيو إي. رايت (بالإنجليزية: Hugh E. Wright)‏ هو كاتب سيناريو وممثل بريطاني (وحمل سابقاً جنسية المملكة المتحدة لبريطانيا العظمى وأيرلندا)، ولد في 13 أبريل 1879 في فرنسا، وتوفي في 12 فبراير 1940.

## وصلات خارجية
- هيو إي. رايت على موقع IMDb (الإنجليزية)
- هيو إي. رايت على موقع أول موفي (الإنجليزية)
- هيو إي. رايت على موقع قاعدة بيانات برودواي على الإنترنت (الإنجليزية)
- هيو إي. رايت على موقع قاعدة بيانات الفيلم (الإنجليزية)
- هيو إي. رايت على موقع كينوبويسك (الروسية)